# Qağacılı
Qağacılı è un comune dell'Azerbaigian situato nel distretto di Kürdəmir. 